# 日產體育場 (納什維爾)
日產體育場（英語：Nissan Stadium），是位于美国田納西州納什維爾的多用途體育場，是NFL球队田納西泰坦，MLS球會納士維和NCAA田納西州立大學美式足球隊的主场。日產體育場亦是NCAA音樂之都碗舉辦的地方。
日產體育場位處坎伯蘭河東岸，與納什維爾下城區對望。球場於1999年落成，能夠容納觀眾69,143人。球場落成後首場比賽是田納西泰坦對亞特蘭大獵鷹的季前賽，當時其名稱為Adelphia Coliseum，後於2002年改稱The Coliseum，於2006年改稱LP球場，再於2015年改為現稱。

## 歷史

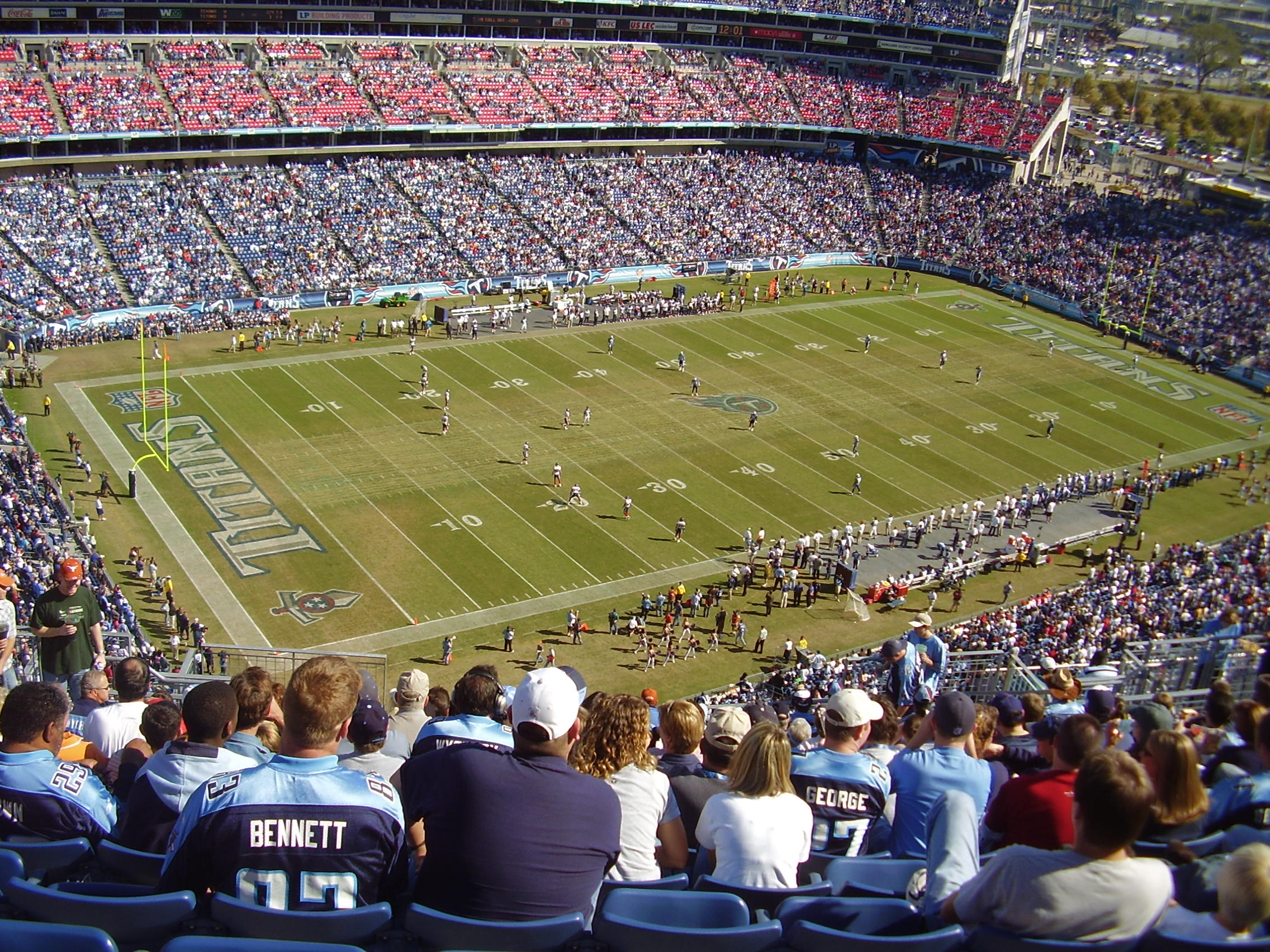
2006年10月29日巨神對侯斯頓德薩斯人開球前，從341區俯望的日產體育場

1995年，田納西泰坦前身侯斯頓油人在田納西州諾克斯維爾尼蘭體育場對華盛頓紅人的季前賽中，油人班主亞當斯會見納什維爾市長布雷德森討論將隊伍搬到田納西州的可能性。當時亞當斯對太空巨蛋的租約情況和侯斯頓市為油人建美式足球專用球場的消極感到不滿。同年秋季，亞當斯與布雷德森宣佈將球隊搬到納什維爾，並決定在納什維爾下城區、坎伯蘭河東岸工地址建新球場。
體育場於2012年夏季對設施進行升級，包括新聲音系統，來往地面和上層座位的高速升降機，以及裝在上層夾層的LED條板。球場亦裝備兩塊長157呎（48米）、闊54呎（16米）的高清LED屏幕，替代了舊有的記分牌，成為當時NFL中第二大的顯示屏（尾隨著AT&T體育場）。

## 命名權

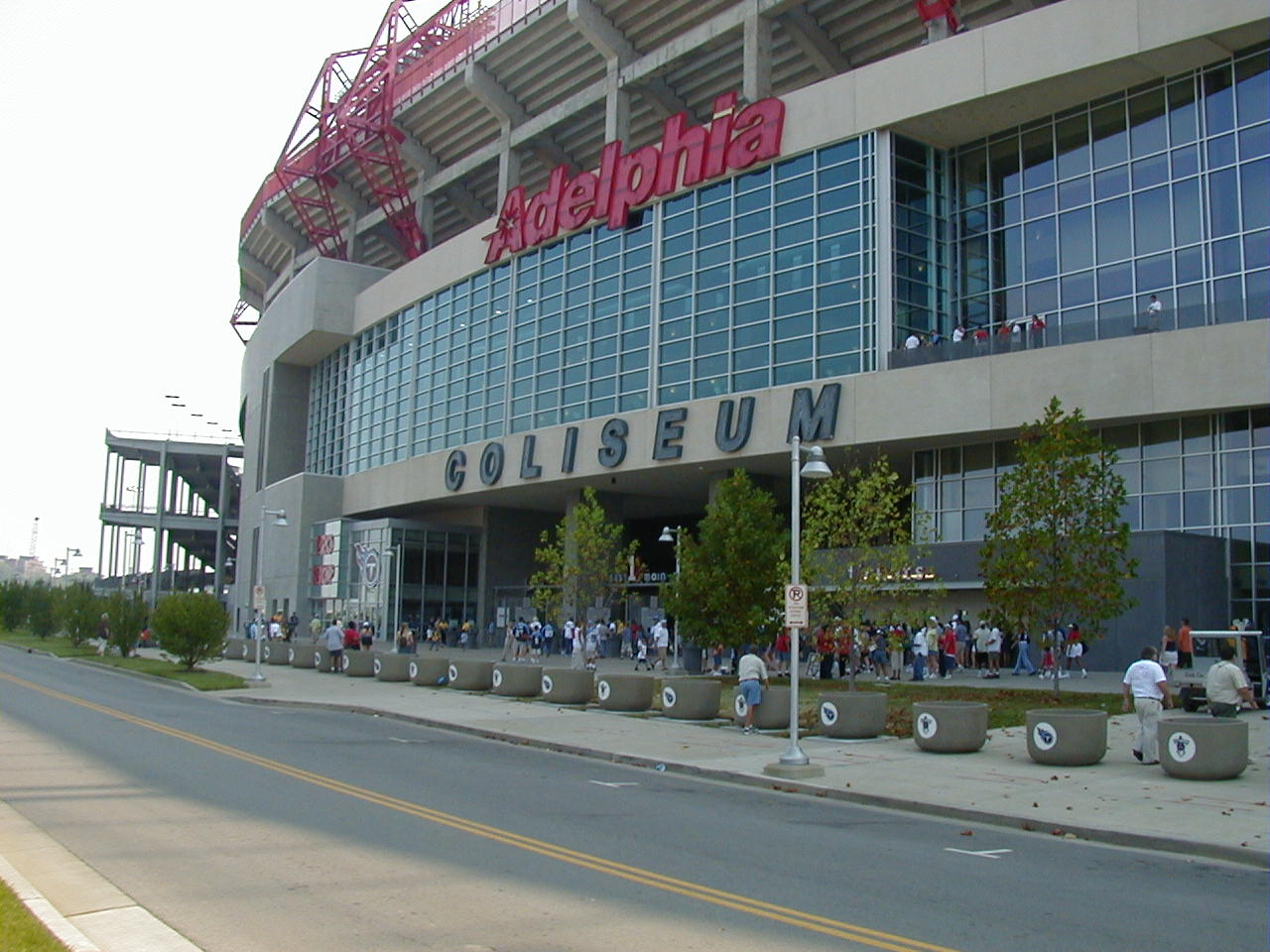
2002年的Adelphia Coliseum

體育場建築期間並無任何官方名稱，因位處坎伯蘭河東岸，一般被稱為東岸體育場（The East Bank Stadium）。完工後球場與Adelphia子公司Adelphia Business Solutions達成15年、約3千萬美元的協議，體育場被冠名Adelphia Coliseum。但於2002年Adelphia錯過了約定的付款，之後更申請破產，協議隨即被取消而體育場便改稱The Coliseum。
2006年6月，體育場與本地公司路易斯安那太平洋（LP Building Products）簽定10年、約3千萬美元的命名權協議。體育場在LP的影響下,在體育場南北兩端的顯示屏下新設LP建設區,區內小賣部和洗手間都被設計成市郊民房的樣子。
2015年6月,在納什維爾南部市郊設有北美總部及廠房的日產汽車簽定了20年的命名權協議，將體育場易名作日產體育場。作為協議的一部分,在體育場計分牌旁擺放了一輛2016日產Titan皮卡車。

## 田納西泰坦

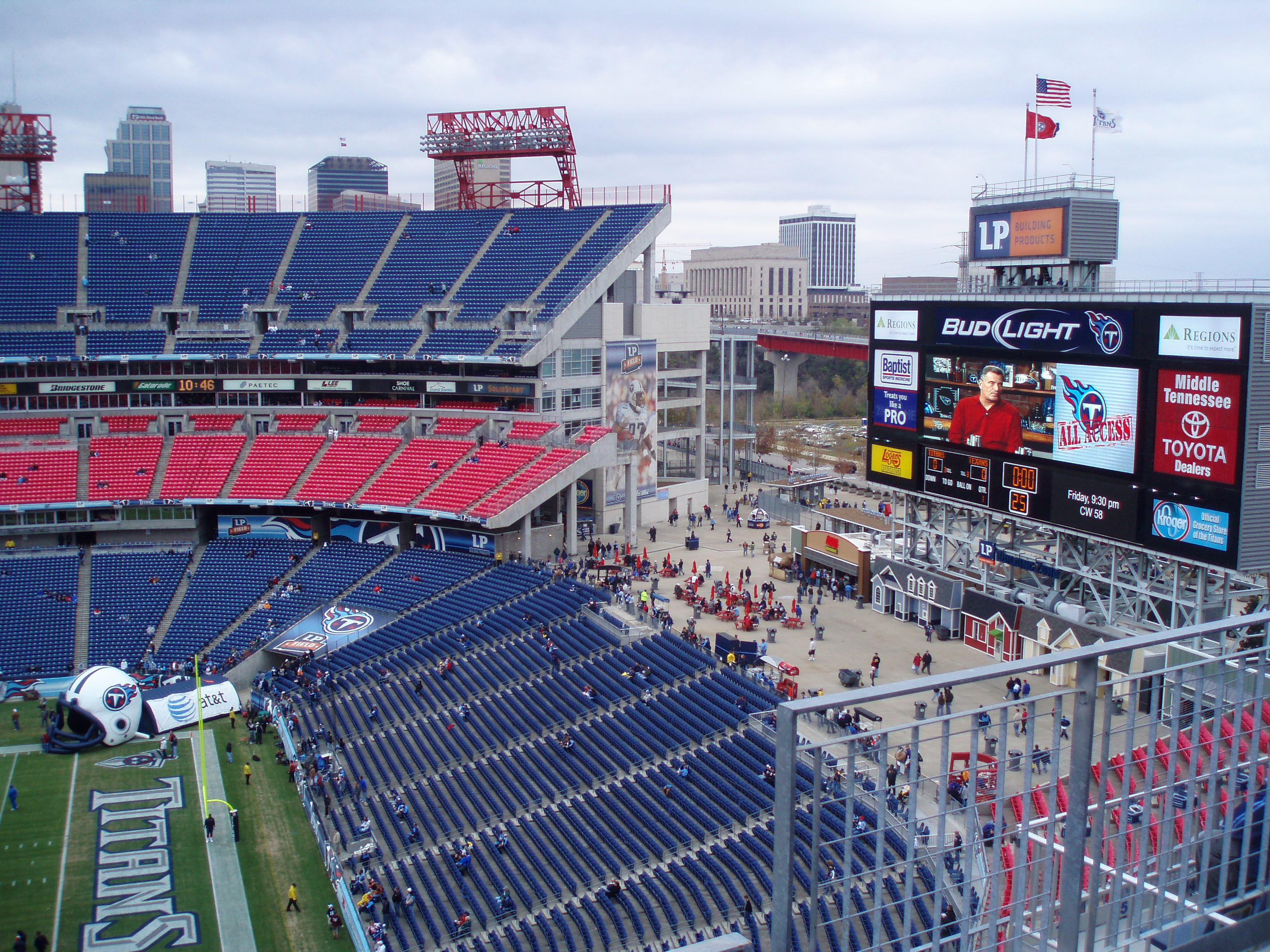
從日產體育場上層望向納什維爾下城區

田納西泰坦在1999年搬到日產體育場後有著卓越的成績，包括在首16場賽事中勝出，到2000年11月12日對巴爾的摩烏鴉時才輸掉第一場球賽。在常規賽中巨神有著91-69的成績，而在季後賽中則有著2-2的成績。自日產體育場開張後，包括季前賽的所有巨神主場的賽事都座無虛席。

### 音樂之都奇蹟
2000年1月8日，當時的Adelphia Coliseum發生了NFL史上最難忘和最具爭議性的交鋒之一。音樂之都奇蹟是在外卡賽巨神對水牛城比爾最後一分鐘的側後傳球達陣，使得巨神進入第二輪分區賽，亦確保巨神在搬入新球場的首季在主場不敗的成績。

## 足球
日產體育場定期主辦美國國家足球隊和美國國家女子足球隊及其他足球賽事。體育場主辦的第一場足球賽事為2004年4月20日MLS洛杉磯銀河對墨西哥超級足球聯賽達高斯的友誼賽。日產體育場之後舉辦過多次友誼賽，包括2004年美國國家女子足球隊對加拿大國家女子足球隊、2005年達高斯對宿敵阿特拿斯以及2006年美國國家足球隊對摩洛哥國家足球隊。日產體育場亦是CONCACAF2008年和2012年夏季奧運男子足球外圍賽的舉辦場地其中之一。
2009年4月1日，美國國家足球隊在世界盃外圍賽中以3-0擊敗千里達及托巴哥，祖斯·艾迪杜里成為為國家隊得帽子戲法的最年輕美國人。美國國家足球隊於2011年3月29日在創紀錄的29,059人前被巴拉圭在友誼賽擊敗，這亦是當時田納西州最多人出席的足球賽。
日產體育場在2017年美洲金盃中主辦小組賽其中兩場賽事。
MLS球會SC納士維在日產體育場舉辦加盟首兩季的主場賽事，球會開幕戰更有59,069人出席，成田納西州最多人出席的足球賽。

## 演唱會及其他項目
日產體育場也可作為大型演唱會的場地。每年六月，CMA音樂節都會在日產體育場舉辦。

## 外部連結
- 日產體育場 – 田納西泰坦 （页面存档备份，存于）

| 賽事和使用者           | 賽事和使用者                           | 賽事和使用者           |
| ---------------------- | -------------------------------------- | ---------------------- |
| 前任： 范德堡體育場    | 田納西泰坦的主場 1999 – 至今           | 繼任： 目前的主場      |
| 前任： 無              | SC納士維的主場 2020 – 至今             | 繼任： 目前的主場      |
| 前任： 范德堡體育場    | 音樂之都碗場館 1999 – 至今             | 繼任： 目前的場館      |
| 前任： 黑爾體育場      | 田納西州立大學老虎隊的主場 1999 – 至今 | 繼任： 目前的主場      |
| 前任： AT&T體育場 2018 | NFL選秀場地 2019                       | 繼任： 拉斯維加斯 2020 |